# غیرقابل قبول
غیرقابل قبول (انگلیسی: Beyond the Pale) یک فیلم درام ایرلندی-آمریکایی است که در سال ۲۰۰۰ منتشر شد.

## بازیگران
- پاتریک کلارک
- مالاکی مک‌کورت
- راجر دیویس
- اریک میبیس